# 1-я Стальная стрелковая дивизия
1-я Стальная стрелковая дивизия — соединение кавалерии РККА, созданное во время Гражданской войны в России 1918—1919 годов. Являлось манёвренным средством в руках фронтового и армейского командования для решения оперативных и тактических задач.

## История формирования дивизии
1-я Стальная стрелковая дивизия была сформирована из частей 11-й армии в селе Благодарный Ставропольской губернии.

## Участие в боевых действиях
С октября 1918 года по январь 1919 года в составе 10-й армии вела оборонительные бои против донских белоказаков под Камышином и Царицыном, отражая наступление Донской армии генерала П. Н. Краснова.

## Боевой и численный состав 1-й Стальной стрелковой дивизии
- 1 бригада в составе:
  - 1-й Донской пехотный полк;
  - 2-й Донской пехотный полк;
  - 2-й революционный имени Жлобы пехотный полк;
  - 1-й Павлодарский пехотный полк;
  - 1-й Кубанский кавалерийский полк;
  - 1-й Крымский кавалерийский полк;
- 2 бригада в составе:
  - 1-й Кавказский народный пехотный полк;
  - 2-й Тихорецкой пехотный полк;
  - 2-й Пшехо-Таганрогский военно-морской пехотный полк;
  - 1-й Ставропольский кавалерийский полк.

## Командный состав 1-й Стальной стрелковой дивизии
- Командир 1-й бригады — командир дивизии Дмитрий Петрович Жлоба
  - Командир 1-го Крымского кавалерийского полка — Семён Константинович Тимошенко

В разное время полками Стальной дивизии командовали: Сергей Иванович Рябчинский, Иван Яковлевич Убейконь, Иван Мефодьевич Манагаров, Василий Кириллович Китай-Гора, Федот Савельевич Тучин, Петр Андреевич Кипкалов, Сергеев Василий Антонович и другие командиры.

## В составе армий
- 10-й армии РККА — с октября 1918 года по январь 1919 года.